# Pajzsos paradicsommadár
A pajzsos paradicsommadár (Ptiloris paradiseus) a madarak osztályának verébalakúak (Passeriformes) rendjébe és a paradicsommadár-félék (Paradisaeidae) családjába tartozó faj.

## Előfordulása
Ausztrália keleti részén honos. A természetes élőhelyei a szubtrópusi és a mérsékelt égövi hegyvidéki esőerdőkben van.

## Megjelenése
A testhossza 28-30 centiméter.  A hím tollai a fején zöldeskéken, míg a mellén bronzosan csillognak, a torkuk egészen sötét, bársonyos fekete színű, a közepén egy élénk kék mezővel. A tojónak szürkés-barna matt tollazata van.

## Életmódja
Rovarokkal, pókokkal és százlábúakkal táplálkozik, de gyümölcsöt is fogyaszt.

## Szaporodása
Fészekalja 2, ritkábban 1 tojásból áll, melyen 16 napig kotlik.